# Orthogonis campbelli
Orthogonis campbelli là một loài ruồi trong họ Asilidae. Orthogonis campbelli được Paramonov miêu tả năm 1958. Loài này phân bố ở miền Australasia.